# Терновка (Северо-Казахстанская область)
Терновка (каз. Терновка) — упразднённое село в Тайыншинском районе Северо-Казахстанской области Казахстана. Упразднено в 2018 г. Входило в состав Большеизюмовского сельского округа. Код КАТО — 596037900.

## География
Расположено около озера Жалтыр.

## Население
В 1999 году население села составляло 463 человека (241 мужчина и 222 женщины). По данным переписи 2009 года, в селе проживало 52 человека (29 мужчин и 23 женщины).